# Beeston (Cheshire)
Pour les articles homonymes, voir Beeston.
Beeston est un village et une civil parish situé dans l'autorité unitaire de Cheshire West and Chester, dans le comté traditionnel du Cheshire, en Angleterre. Beeston est situé au sud de Tarporley et à proximité du Shropshire Union Canal. Le village est dominé le château de Beeston géré par l'English Heritage. Le château de Peckforton est également situé à proximité. Le village dispose d'un marché à bétail.